# Helen Upperton
Helen Upperton, née le 31 octobre 1979 à Ahmadi au Koweït, est une pilote de  bobsleigh canadienne
Née au Koweït en raison de la profession de ses parents dans l'industrie pétrolière, elle possède la double nationalité canadienne et britannique. Depuis octobre 2004, elle fait partie de l'équipe du Canada de bobsleigh.
En 2006, elle obtient sa première victoire en coupe du monde lors de l'épreuve de Saint-Moritz.

## Palmarès

### Jeux Olympiques
- : médaillé d'argent en bob à 2 aux JO 2010.

### Coupe du monde
- 19 podiums  : 
  - en bob à 2 : 6 victoires, 6 deuxièmes places et 7 troisièmes places.
- 1 podium en équipe mixte : 1 victoire.

#### Détails des victoires en Coupe du monde
| Édition   | Bob à 2         |
| 2005-2006 | Saint-Moritz    |
| 2007-2008 | Calgary         |
| 2008-2009 | Winterberg Igls |
| 2010-2011 | Césane          |